# ざびえる

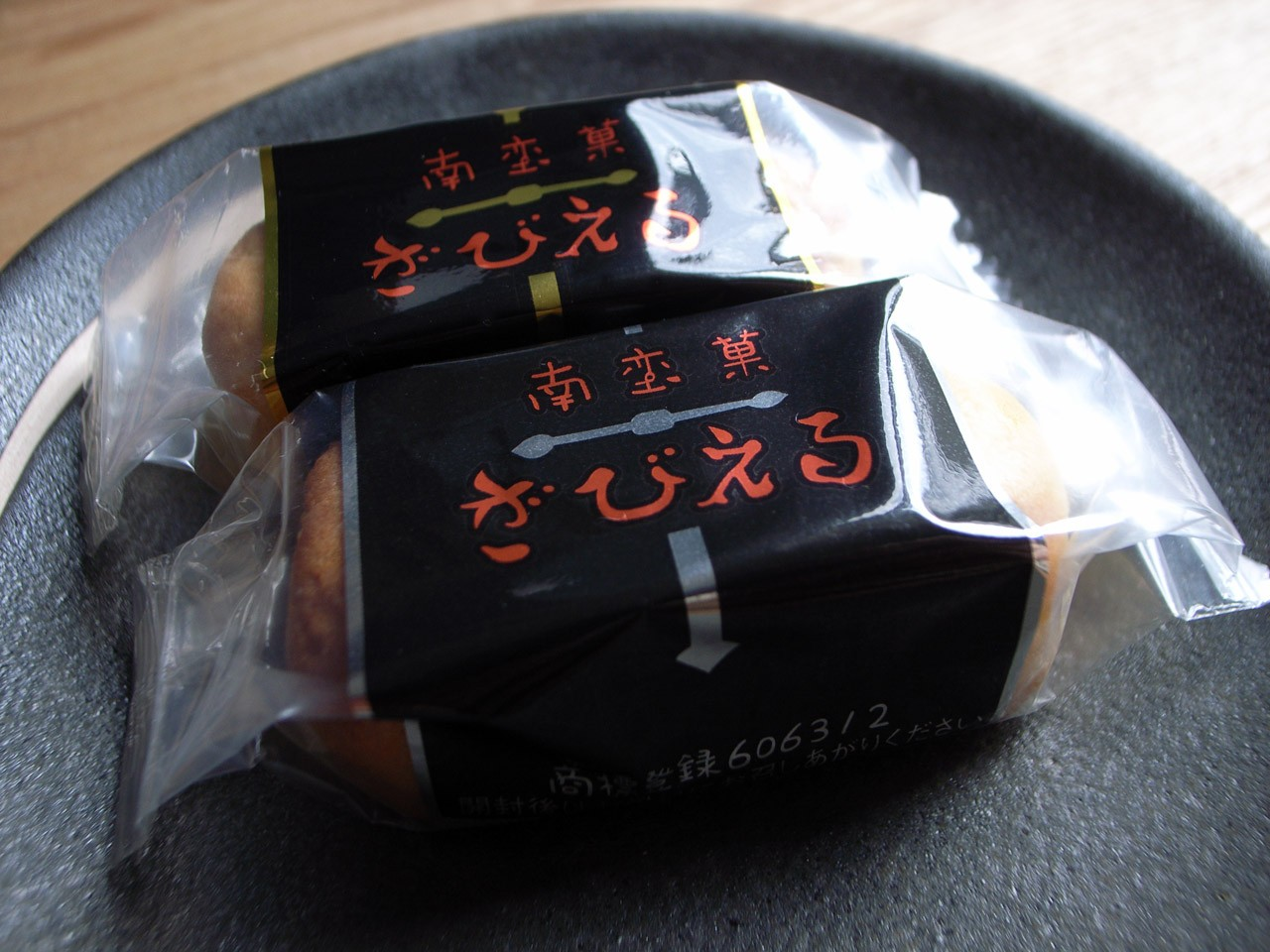
ざびえる
手前が銀（白餡）、奥が金（ラム酒漬け刻みレーズン入り餡）の包装

ざびえるは、大分県大分市の銘菓。バターが効いたビスケット生地の皮に、和風の白餡またはラム酒漬け刻みレーズン入り餡を包んだ和洋折衷の焼き菓子である。

## 概要
「ざびえる」という名は、日本に初めてキリスト教を伝え、豊後国府内（現在の大分市）でも布教を行ったことで有名なフランシスコ・ザビエルに因んで付けられた。
箱は、黒を基調に赤の線が入ったビロード風の触感の、高級感のあるものである。個別包装は、銀と金のものとがあり、銀のものは白餡、金のものはラム酒漬け刻みレーズン入り餡である。箱のデザインはキリスト教の聖書をイメージしている。
長久堂が1959年に商標登録をし1961年から製造・販売していたが、2000年10月に自己破産したため、一時入手できなくなった。しかし、旅行者等の土産品としてのみならず、地元住民のお茶請けとして非常に浸透していた菓子であったため、消費者からの復活の要望が強く、長久堂の元従業員達7名が「ざびえる本舗」という新会社を立ち上げ、2001年4月に製造・販売が再開された。
製造再開時、「ざびえる」を製造する機械の多くは旧長久堂から購入したものの、トンネル窯は老朽化のため使用できず、代わりに比較的安価なラック式オーブンが導入された。試作段階では口当たりがパサつくなどしたため、水蒸気を入れるなど工夫して、改善した。販売を再開した年の11月までに黒字化しなければ廃業する覚悟だったが、8月までに黒字化でき、現在に至っている。
2011年6月に既存工場を増設し、トンネル焼成窯を導入した。